# Marvel Legends

Logo von Marvel Legends

Marvel Legends ist eine Reihe von Action-Figuren, die auf den Figuren der Marvel Comics basiert und zunächst von Toy Biz, dann von Hasbro produziert wurde. Diese Figuren sind im Schnitt 9,5–15 cm groß und werden aus Kunststoff hergestellt.

## Geschichte
Die Reihe begann ursprünglich als Spin-off der Spider-Man-Classics-Reihe, die ebenfalls von Toy Biz produziert wurden. Bei ihrer Einführung im Jahr 2002 kopierte die Marvel-Legends-Reihe die Clamshell-Verpackung und das mitgelieferte Comic-Buch, das mit der Spider-Man-Classics-Linie geliefert worden war. Die erste Welle von Marvel Legends umfasste die Helden von Iron Man, Captain America und den Hulk, wobei der Bösewicht die Kröte war. Ab dem 1. Januar 2007 wurde Hasbro der neue Lizenzinhaber der Rechte zur Herstellung von Spielzeugen und Spielen, die auf dem Marvel-Universum basieren. Die neue Hasbro-Verpackung enthielt kein Comicbuch und die neuen Formen eliminierten Fingergelenke, die während der Toy-Biz-Ära eine Hauptstütze waren, aber das Unternehmen setzte das Thema der Build-A-Figure-Stücke fort. In den späten 2000er Jahren verlangsamte sich die Produktion der Marvel-Legends-Linie bis zu dem Punkt, an dem gemunkelt wurde, dass sie abgesagt werden könnte, aber Hasbro enthüllte auf der San Diego Comic-Con 2010, dass die Linie aufgrund von Fananfragen und den kommenden Filmen, die auf Marvel-Charakteren basieren, 2012 ein Comeback feiern werde, und im Januar 2012 kehrte Marvel Legends in die Verkaufsregale zurück.
Auf der San Diego Comic-Con 2013 kündigte Hasbro an, dass Marvel Legends als „Marvel Legends Infinite Series“ einen Neuanfang erhalten werde, beginnend mit der Mandroid-Serie. Anfänglich hat die Marvel-Legends-Linie das „Chase“-Konzept verwendet, um Figuren einzuführen, die auf weniger beliebten oder erkennbaren Charakteren basieren. Diese bekamen ihren Spitznamen, weil sie in geringeren Mengen als die übrigen Figuren verschickt wurden, was dazu führte, dass Sammler ihnen nachjagten. Schließlich entwickelte sich das Verfolgungskonzept nicht zu völlig neuen Figuren, sondern zu Varianten (wie einem alternativen Kopf oder einem anderen Farbschema) einer Figur, die in derselben Serie veröffentlicht wurde. Diese Figuren blieben bei Sammlern begehrt.
Nachdem Hasbro die Rechte zur Herstellung von Marvel-Spielzeug erworben hatte, setzte das Unternehmen das Build-A-Figure-Thema fort. Außerdem stellte Hasbro größtenteils die Produktion der Fingergelenke ein. Auf allen Terrax- und Arnim-Zola-Wellen sind „Marvel Returns“-Aufkleber aufgeklebt. Hit-Monkey-, Rocket-Raccoon- und Jubilee-Reihen verwenden das „Mini“-Build-A-Figure-Konzept.